# Ontologia genei
Ontologia genei (acr. en. GO) este o inițiativă bioinformatică majoră de a unifica reprezentarea genei și și a atributelor produsului genetic pentru toate speciile. Mai precis, proiectul urmărește: 1) menținerea și elaborarea vocabularului controlat al genelor și atributelor produsului genetic; 2) adnotarea genelor și produșilor genetici și asimilarea și diseminarea datelor de adnotare; și 3) furnizarea uneltelor pentru înlesnirea accesului la toate aspectele informațiilor furnizate de proiect și permiterea interpretării funcționale a datelor experimentale folosind GO.
GO face parte dintr-un efort mai mare de clasificare, Ontologiile Biomedicale Deschise (OBO, en.).
Deși nomenclatura genelor însăși urmărește să mențină și elaboreze vocabularul controlat al genelor și produșilor genetici, Ontologia genei extinde demersul utilizând un limbaj de marcare pentru a face datele (nu doar ale genelor și produșilor acestora dar și ale tuturor atributelor acestora) citibile de către mașină, într-un mod unificat pentru toate speciile (în timp ce convențiile din nomenclatura genelor diferă de la un taxon biologic la altul).

### Exemplu de termen
id:         GO:0000016
nume:       activitate lactază
clasănume:  funcție_moleculară
def:        „Cataliza reacției: lactoză + H2O=D-glucoză + D-galactoză.” [EC:3.2.1.108]
sinonim:    „activitate hidrolază a lactazei-lofrizinei” BROAD [EC:3.2.1.108]
sinonim:    „activitate galactohidrolază a lactozei” EXACT [EC:3.2.1.108]
xref:       EC:3.2.1.108
xref:       MetaCic:LACTASE-RXN
xref:       Reactom:20536
este_o:       GO:0004553 ! activitate hidrolază, hidroliza compușilor O-glicozil
Sursa datelor:

## Consorțiu
Consorțiul pentru Ontologia Genei este mulțimea de baze de date biologice și grupuri de cercetare implicate activ în proiectul ontologiei genei.